# Juliette Culp
Juliette Emilie Fédora Médéa Culp (Groningen, 31 augustus 1885- onbekend) was een Nederlands pianiste.
Ze was dochter van het acteursechtpaar Adam (Herman) Culp en Geertruida Elisabeth Stoete. Broer Sichard Culp werd als violist en orkestleider enigszins bekend in het Verenigd Koninkrijk en de Verenigde Staten. Ze was een nicht van de zangeres Julia Culp.
Ze mocht na een toelatingsexamen in 1899 gaan studeren aan het Koninklijk Conservatorium van Gent (docenten G. Arends, J. Broek, mej. Wolters). In 1902 studeerde ze af met een eerste prijs in piano en muziektheorie (pianiste laureate). In 1903 kreeg ze een pensionnaire (toelage) van koningin Wilhelmina der Nederlanden om zich verder te verdiepen in zang, harmonieleer en contrapunt. Compositieleer kreeg ze nog van professor L. Moeremans. Ze zou een feestlied ter ere van de kroning van koning Albert I van België (1909) geschreven hebben en een aantal liederen. 
De gehele familie emigreerde; haar ouders overleden in Sussex, Engeland. Haar broer Sichard vestigde zich als muzikant en muziekleraar in New York, en overleed in Palm Beach in 1955.